# Donald Howard (3e baron Strathcona et Mont-Royal)
Donald Sterling Palmer Howard, 3e baron Strathcona et Mont-Royal (14 juin 1891 - 22 février 1959) est un aristocrate, militaire et homme politique britannique.

## Biographie
Il se bat durant la première guerre mondiale et acquiert le rang de capitaine dans le 3e Hussars. Il est également député conservateur de North Cumberland à la Chambre des communes du Royaume-Uni. Il succède au titre de sa mère en devenant le 3e baron Strathcona et Mont-Royal lors de son décès le 18 août 1926. Il devient sous-secrétaire d'État à la guerre de 1934 à 1939.